# Silvia Abril
Silvia Abril Fernández (Mataró, 10 de abril de 1971) es una actriz, humorista y presentadora española que se dio a conocer en el espacio de humor televisivo Homo Zapping (2003-2018) y que posteriormente ha participado en diversos programas y series de televisión, además de protagonizar diversas películas.

## Biografía
Sílvia Abril Fernández nació el 10 de abril de 1971 en Mataró (España) como la segunda de cuatro hermanas, llamadas Meritxell, Mónica y Annabel. Su familia materna es proveniente de la Región de Murcia. Comenzó estudios de Derecho, pero los abandonó para ingresar en el Instituto del Teatro de Barcelona. Inició su carrera artística sobre escenarios tras integrarse en el grupo de teatro Comediants.

## Trayectoria profesional
Alcanzó popularidad cuando se incorporó en 2003 al programa de humor Homo Zapping dirigido por José Corbacho, en el que durante cerca de cuatro años dio rienda suelta a sus dotes interpretativas y su notable vis cómica parodiando a celebridades de televisión española como Isabel Gemio, Mercedes Milá, Ana Rosa Quintana o Cayetana Guillén Cuervo. Paralelamente, colaboró en otros programas como Las cerezas (2004-2005, La 1) de Julia Otero y series como Divinos (2006, Antena 3) junto a Santi Millán. También colaboró en cortometraje El juglar da la nota (2006) de Santiago Alvarado. En 2006 fue fichada por Andreu Buenafuente para su programa homónimo Buenafuente en el cual interpretaba a varios personajes, en especial a la esperpéntica «Niña de Shrek», tanto en su etapa de Antena 3 como en La Sexta. En 2005 debutó en el cine, donde realizó un cameo en Torrente 3: El protector junto a Andreu Buenafuente y Tony Leblanc.

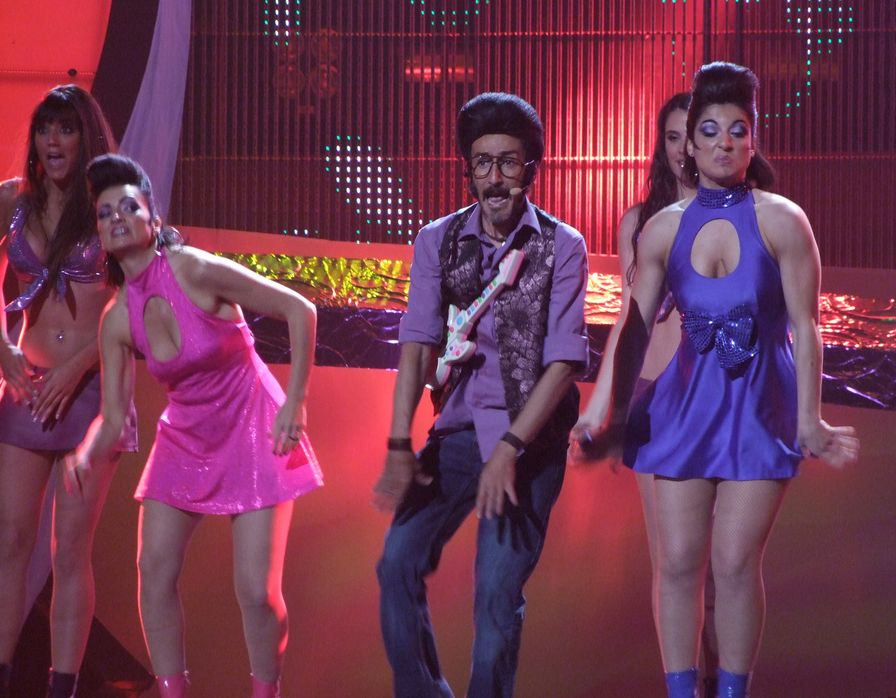
Silvia Abril (izquierda) actuando en Eurovisión 2008.

En el programa Buenafuente, formó parte de la representación de España en Festival de la Canción de Eurovisión 2008 interpretando a Gráfica, una bailarina torpe vestida de rosa que acompañó a Rodolfo Chikilicuatre, personaje creado como parodia del reguetón. Ese mismo año comenzó a interpretar el papel de Violeta Recio, hermana loca de Antonio Recio, en la segunda temporada de La que se avecina (Telecinco), volviendo a aparecer en verano de 2011 y regresando como personaje fijo en posteriores temporadas, hasta que dejó su personaje en 2014. En 2009 protagonizó junto a Alexandra Jiménez la película Spanish Movie, quinta película española más vista ese año.
En 2010 colaboró en el programa humorístico de televisión La escobilla nacional, interpretando personajes como Carmen Lomana o Ana Rosa Quintana y desde 25 de abril del mismo año presentó Caiga quien caiga en Cuatro junto con Ana Milán y Tània Sàrrias. Tras la finalización de este programa, fichó como colaboradora en El hormiguero donde realizaba semanalmente una sección de cocina creativa. En 2011 colaboró en el programa humorístico de televisión Palomitas haciendo sketches. Ese mismo año también participó en Torrente 4: Lethal Crisis. En noviembre de ese mismo año comenzó a presentar en Cuatro el programa de humor Las noticias de las 2 junto a Ana Morgade.
Desde noviembre de 2013 hasta febrero de 2015 participó en siete programas del programa de improvisación cómica Me resbala, donde se proclamó ganadora dos veces por elección libre del público (en su primer y último programa). En diciembre del mismo año, se unió al jurado del programa de la cadena catalana TV3 Oh Happy Day. En abril de 2014 se confirmó que formaba parte del reparto de la serie de TV3 39+1 en el papel de una periodista de nombre Vilma Sancho, coprotagonizándola junto a las actrices Marta Torné y Thaïs Blume, entre otras.
Desde septiembre de 2015 y hasta enero de 2016 participó como concursante en cuarta edición del programa Tu cara me suena de Antena 3, donde realizó actuaciones de Ylenia Padilla o Britney Spears. Después de finalizar la cuarta edición de Tu cara me suena, se realizó un especial del programa en el que diez famosos concursaron por una plaza en TCMS 5, en el se incorporó como miembro del jurado junto a Carlos Latre, Lolita y Shaila Dúrcal, sustituyendo a Àngel Llàcer.
Desde enero de 2016 colabora en el programa Late motiv de #0, donde comparte plató junto a su pareja Andreu Buenafuente. En agosto del mismo año, se emitió en La Sexta el programa ¡Eso lo hago yo!, tras un año guardado en la recámara, donde Silvia fue jurado junto a David Bustamante y el coreógrafo Giorgio Aresu. Posteriormente, estrenó en cines la película Cuerpo de élite de Joaquín Mazón. En septiembre se anunció que sería la protagonista de la nueva serie de Antena 3 de los creadores de Allí abajo. Aunque finalmente el proyecto fue paralizado, aplazando la producción. A finales de ese mismo año pasó a formar parte del plantel de colaboradores de Cero en historia, un programa de Movistar+ presentado por Joaquín Reyes, en el que se mantuvo hasta 2018.
Ene enero de 2017 comenzó su trabajo como jurado en el nuevo programa de laSexta Tú sí que sí presentado por Cristina Pedroche y donde estuvo acompañada por Rafa Mendez y Soraya Arnelas. Posteriormente, se confirmó el regreso del programa Homo Zapping a Neox donde volvió a parodiar a famosos durante las dos temporadas que duró en esta etapa. En septiembre se estrenó como concursante de MasterChef Celebrity, lo cual compaginó con las grabaciones de los sketches de Homo Zapping, sus colaboraciones en Late motiv y Cero en historia. Finalmente quedó como subcampeona del concurso de cocina. También hizo colaboraciones en Hipnotízame y en marzo de 2018 se anunció que sería la copresentadora, junto a Roberto Vilar, del programa La noche de Rober en el prime time de Antena 3.
En febrero de 2019 presentó, junto a su marido y presentador de televisión Andreu Buenafuente, la gala de los Premios Goya, repitiendo su rol en los Premios Goya 2020. Ese mismo mes, estrenó la comedia de Juana Macías Bajo el mismo techo como protagonista con el papel de Nadia, que se empezó a rodar en septiembre de 2018, junto con Jordi Sánchez y Daniel Guzmán, entre otros. Ese verano, fue la presentadora del programa Juego de juegos, la adaptación española del formato Game of games. Además, desde el 1 de julio hasta el 30 de agosto de 2019 presentó el programa ¡Ahora Caigoǃ con motivo de las vacaciones de Arturo Valls. También estrenó la exitosa comedia dirigida por Santiago Segura Padre no hay más que uno, con un papel secundario como Carmen, el cual volvió a interpretar en su secuela Padre no hay más que uno 2: La llegada de la suegra (2020). En 2020 interpretó también a la Comisaria Cortés en la comedia Superagente Makey.
En octubre de 2020 se anunció su fichaje por la serie Señor, dame paciencia para interpretar a María Ramos, la esposa del personaje de Jordi Sánchez. En 2021 fue una de las concursantes del programa de humor LOL: Si te ríes pierdes en Amazon Prime Video, confirmándose además como la presentadora del formato en su segunda edición.
En diciembre de 2022, junto a Toni Acosta, protagonizó la serie de televisión El gran sarao, un docu-reality en el que alguien para sorprender en sus 50 cumpleaños, le pide a La Puta Suegra que les organice una celebración fuera de lo común, algo completamente inimaginable para ellas.

## Vida privada
Tras diez años de relación, se casó en verano de 2017 en el Ayuntamiento de Barcelona, oficiada por la alcaldesa Ada Colau, con el presentador de televisión Andreu Buenafuente, con el que tuvo una hija el 28 de noviembre de 2012 llamada Joana.

## Filmografía

### Cine
| Año  | Título                                   | Personaje                  | Director                        |
| ---- | ---------------------------------------- | -------------------------- | ------------------------------- |
| 2003 | ¡Buen viaje, excelencia!                 | Silvia                     | Albert Boadella                 |
| 2003 | Lo mejor que le puede pasar a un cruasán | Chica Disco                | Paco Mir                        |
| 2003 | Carta mortal                             |                            | Eduard Cortés                   |
| 2005 | Torrente 3: El protector                 | Encarni                    | Santiago Segura                 |
| 2009 | Spanish Movie                            | Laura San Antón            | Javier Ruiz Caldera             |
| 2011 | Torrente 4: Lethal Crisis                | Encarni                    | Santiago Segura                 |
| 2012 | Promoción fantasma                       | Manuela                    | Javier Ruiz Caldera             |
| 2012 | Una pistola en cada mano                 | Redactora                  | Cesc Gay                        |
| 2013 | 3 bodas de más                           | Lucía                      | Javier Ruiz Caldera             |
| 2014 | Torrente 5: Operación Eurovegas          | Encarni                    | Santiago Segura                 |
| 2014 | El culo del mundo (Documental)           | Silvia                     | Andreu Buenafuente              |
| 2015 | Vulcania                                 | Ruth                       | José Skaf                       |
| 2015 | Anacleto: Agente secreto                 | Secretaria                 | Javier Ruiz Caldera             |
| 2016 | Cuerpo de élite                          | Teniente Gil               | Jaoquín Mazón                   |
| 2018 | El mejor verano de mi vida               | Profesora de Nico          | Dani de la Orden                |
| 2018 | El año de la plaga                       | Nieves                     | Martín Ferrera                  |
| 2019 | Bajo el mismo techo                      | Nadia                      | Juana Macías                    |
| 2019 | Padre no hay más que uno                 | Carmen                     | Santiago Segura                 |
| 2020 | Superagente Makey                        | Comisaria Cortés           | Alfonso Sánchez                 |
| 2020 | Padre no hay más que uno 2               | Carmen                     | Santiago Segura                 |
| 2022 | Padre no hay más que uno 3               | Carmen                     | Santiago Segura                 |
| 2022 | Mañana es hoy                            | Ana Clara Estela Rodríguez | Nacho G. Velilla                |
| 2023 | Alimañas                                 | Mari Ángeles               | Jordi Sánchez y Pep Anton Muñoz |
| 2024 | Padre no hay más que uno 4               | Carmen                     | Santiago Segura                 |
| 2025 | Padre no hay más que uno 5               | Carmen                     | Santiago Segura                 |

### Series de televisión
| Año         | Título                             | Personaje                 | Canal       | Notas        |
| ----------- | ---------------------------------- | ------------------------- | ----------- | ------------ |
| 2001        | El cor de la ciutat                | Dona Vigilat              | TV3         | 1 episodio   |
| 2005        | 4 arreplegats                      | Ota                       | Canal 9     | 8 episodios  |
| 2005        | L'un per l'altre                   | Sofía                     | TV3         | 1 episodio   |
| 2006        | Divinos                            | Ángela                    | Antena 3    | 9 episodios  |
| 2007        | La familia Mata                    | Chica cita                | Antena 3    | 1 episodio   |
| 2008 - 2014 | La que se avecina                  | Violeta Recio Matamoros   | Telecinco   | 17 episodios |
| 2010        | Pelotas                            | Lucía                     | La 1        | 1 episodio   |
| 2014        | 39+1                               | Vilma Sorella             | TV3         | 13 episodios |
| 2022        | Señor, dame paciencia              | María Ramos               | Antena 3    | 8 episodios  |
| 2023        | Todas las veces que nos enamoramos | Trinidad "Trini" Cabezudo | Netflix     | 5 episodios  |
| 2024        | Mamen Mayo                         | Mamen Mayo                | SkyShowtime | 8 episodios  |
| 2025        | Atasco                             | Inés                      | Prime Video | 1 episodio   |

### Programas de televisión

#### Como presentadora
| Año             | Título                   | Canal                | Notas        |
| --------------- | ------------------------ | -------------------- | ------------ |
| 2010            | Caiga quien caiga        | Cuatro               | Presentadora |
| 2011            | Las noticias de las 2    | Cuatro               | Presentadora |
| 2015            | Friki Master             | TNT                  | Presentadora |
| 2016; 2023      | Premios Feroz            | Canal+               | Presentadora |
| 2019 - 2020     | Premios Goya             | La 1                 | Presentadora |
| 2019            | Juego de juegos          | Antena 3             | Presentadora |
| 2019            | ¡Ahora caigo!            | Antena 3             | Presentadora |
| 2022            | LOL: Si te ríes, pierdes | Prime Video          | Presentadora |
| 2022 - presente | La recepta perduda       | La 2 / RTVE Cataluña | Presentadora |

#### Como colaboradora
| Año                      | Título                  | Canal               | Notas        |
| ------------------------ | ----------------------- | ------------------- | ------------ |
| 2003 - 2007; 2017 - 2018 | Homo Zapping            | Antena 3 / Neox     | Humorista    |
| 2004 - 2005              | Las cerezas             | La 1                | Colaboradora |
| 2006 - 2011              | Buenafuente             | Antena 3 / La Sexta | Colaboradora |
| 2007                     | Polònia                 | TV3                 | Humorista    |
| 2010                     | La escobilla nacional   | Antena 3            | Colaboradora |
| 2010 - 2011              | El hormiguero           | Antena 3            | Colaboradora |
| 2013 - 2014; 2020 - 2021 | Me resbala              | Antena 3            | Colaboradora |
| 2013                     | En el aire              | La Sexta            | Colaboradora |
| 2013                     | Oh Happy Day            | TV3                 | Jurado       |
| 2014                     | El pueblo más divertido | La 1                | Colaboradora |
| 2015                     | Guasabi                 | Cuatro              | Colaboradora |
| 2016                     | Eso lo hago yo          | La Sexta            | Jurado       |
| 2016 - 2021              | Late motiv              | Movistar+ (#0)      | Colaboradora |
| 2017 - 2018              | Cero en historia        | Movistar+ (#0)      | Colaboradora |
| 2017                     | Tú sí que sí            | La Sexta            | Jurado       |
| 2017                     | Hipnotízame             | Antena 3            | Colaboradora |
| 2018                     | La noche de Rober       | Antena 3            | Colaboradora |
| 2020                     | Entre ovejas            | La 1                | Narradora    |
| 2022                     | El gran sarao           | TNT                 | Protagonista |
| 2025                     | Futuro imperfecto       | La 1                | Colaboradora |

#### Como concursante
| Año         | Título                                      | Canal       | Notas                         |
| ----------- | ------------------------------------------- | ----------- | ----------------------------- |
| 2015 - 2016 | Tu cara me suena                            | Antena 3    | Concursante - 7.º clasificada |
| 2017        | MasterChef Celebrity                        | La 1        | Concursante - 2.ª finalista   |
| 2018        | Concierto de Año Nuevo: Especial Humoristas | Antena 3    | Concursante - 2.ª clasificada |
| 2019        | Tu cara me suena: Concierto de Año Nuevo    | Antena 3    | Concursante - 9.º clasificado |
| 2021        | LOL: Si te ríes, pierdes                    | Prime Video | Concursante - 3.ª clasificada |

### Radio
| Año         | Título        | Canal      | Notas                            |
| ----------- | ------------- | ---------- | -------------------------------- |
| 2019 - 2021 | El Grupo      | Cadena SER | Presentadora junto a Toni Acosta |
| 2022        | Las del Grupo | Podimo     | Presentadora junto a Toni Acosta |